# ハムザ・アブディ・バーレ
ハムザ・アブディ・バーレ (Hamza Abdi Barre, ソマリ語: Xamse Cabdi Barre, アラビア語: حمزة عبد بري) は、ソマリアの連邦議会議員。2022年6月15日に大統領のハッサン・シェイク・モハムドに同国の首相に指名され、6月25日に議会で承認され就任した。ソマリアの首相としては21代目になる。

## 略歴
ダロッド氏族のオガデン支族出身。1970年代初めにソマリアのキスマヨで生まれ、高校までソマリアで過ごす。2001年にイエメンのイエメン科学技術大学で学士号を取得。
2003年から2004年までモガディシュの学校であるFormal Private Education Network in Somalia (FPENS)の事務局長。
2005年8月に設立されたキスマヨ大学の共同創設者となった。
2009年にマレーシアのマレーシア国際イスラム大学で修士号を取得する。
ソマリアのモガディシュ大学で上級講師を務めた。
2011年から2017年まで、ハッサン・シェイク・モハムドが2011年に設立した平和開発党（現平和開発連合党 (UPD)） の書記長を務めた。
2014年から2015年までバナディール地域の顧問を務めた。
2015年から2019年まで憲法省上級顧問。
2019年から2020年までジュバランド地域選挙管理委員会の委員長を務めた。
2021年12月にジュバランドのHOP203選挙区代表としてソマリア連邦議員となる。
2022年6月25日、連邦議会で首相就任が全会一致で承認（賛成220票）され着任した。しかし憲法の定める30日以内の組閣に失敗したため、7月25日に10日間の延長を要請し、連邦議会が承認。8月2日に新内閣の人事案を発表し、連邦議会が8月7日に賛成229、反対7、棄権1票で承認し新内閣が発足した。

## 家族
2022年6月時点で8人の子供を持つ既婚。